# Pjevaj moj narode
Pjevaj moj narode peti je album sarajevskog pjevača Željka Bebeka. Album sadrži 10 pjesama od kojih su najveći hitovi Laku noć svirači i Oprosti mi što te volim. Osim njih, hitovi su Gdje će ti duša i naslovna skladba.

## O albumu
Nakon ogromne popularnosti albuma Niko više ne sanja, Bebek snima album Pjevaj moj narode.  Među pratećim vokalima bila je Amila Glamočak (tada Čengić).  Producent ovog albuma je Nikša Bratoš, koji je bio i producent prijethodnog albuma.

## Sastav
- Aranžmani: Nikša Bratoš, Sinan Alimanović, Slobodan A. Kovačević
- Prateći vokali: Amila Čengić, Božidar Kozjak Gugo, Lejla Trto
- Glazbenici: Davor Crnigoj (bas gitara), Ranko Richtman (klavijature), Neven Mijač

## Glazbeni spotovi
- Oprosti mi što te volim[4]
- Laku noć svirači[5]
- Gdje će ti duša[6]